# سعود سالم
سعود بن سالم بن عبد الله عبد السلام، شاعر غنائي وأديب سعودي من مواليد مكة المكرمة عام 1961م. تتلمذ على يد كبار شعراء وأدباء الحجاز أمثال إبراهيم خفاجي وياسين سمكري و طاهر زمخشري، وعاصرهم و تأثر بالمدرسة الحجازية المكية تأثراً شديداً. ويكتب اللون الحجازي مع أستاذه إبراهيم خفاجي.

## العمل
كان يعمل في الخطوط السعودية، والتي التحق بها في أواخر التسعينات الهجرية بعد اتمامه الثانوية العامة وتخرجه من معهد التأهيل بالخطوط السعودية.
تقاعد عام 2003 ويعد من رجال الأعمال في مجال العقارات بمنطقة مكة المكرمة وأحد منظمي الاحتفالات و المهرجانات بالمملكة العربية السعودية إلى جانب نشاطه الفني والأدبي.
أُعير من عمله الرسمي بالخطوط الجوية العربية السعودية ليعمل بلجنة التنشيط السياحي بإمارة منطقة عسير ثم أوكلت له مهمة تنظيم وإدارة مهرجان أبها الغنائي لأعوام 1998 و 1999 و 2000 و 2001 و2002 و2003 و2004 إبان فترة تولي الأمير خالد الفيصل للإمارة, ثم تولى تنظيم مهرجان جدة عامي 2008 و 2009. و يعد أحد أشهر و أنجح منظمي المهرجانات في المملكة العربية السعودية.

## تعاونه مع الفنانين ونشاطه
- غنى له كبار الفنانين العرب أمثال طلال مدّاح ومحمد عبده وعبادي الجوهر وعبد المجيد عبدالله وعبدالله الرويشد وراشد الماجد وسميرة سعيد ومطلق الذيابي ونايف البدر وطلال سلامة وأصالة ومحمد البلوشي وغيرهم.
- وله مساهمات ومشاركات وطنية عديدة مثل أوبريت (رواية) في بطولة كأس الخليج التاسعة، و(حروف العز) و كلاهما من غناء الفنان محمد عبده . و(شبل الأسود) و(أول ما نبدأ) وأوبريت (أرض بالخير تنبع) احتفاءً بزيارة خادم الحرمين الشريفين الملك عبدالله بن عبد العزيز لمحافظة ينبع، وكان الأوبريت من ألحان الملحن محمد شفيق وغناء محمد عبده وغيره.
- شكل ثنائياً فنياً استثنائياً مع الفنان عبادي الجوهر, كما جمعه بالفنان محمد عبده عدد كبير من الأعمال ما بين مناسبات خاصة ووطنية يصل عددها لأكثر من 30 عملاً. وعلى مستوى التلحين شكّل كذلك ثنائياً مع كبار الملحنين في المملكة العربية السعودية لعل أبرزهم طلال باغر وصالح الشهري ومحمد شفيق.
- نشرت أولى قصائده في مجلة النهضة الكويتية عام 1980م وكانت بعنوان: لبنان.

عبادي الجوهر
- انكتب وعدي: غناء والحان عبادي الجوهر
- متشابهه يا الدور: غناء والحان عبادي الجوهر
- ألومك حب: غناء والحان عبادي الجوهر
- الألم: غناء والحان عبادي الجوهر
- تضحك عليا بكلمتين: غناء والحان عبادي الجوهر
- سكة طويلة: غناء والحان عبادي الجوهر
- سيدي السلام: غناء والحان عبادي الجوهر
- يا عنود الغيد: غناء والحان عبادي الجوهر
- شف لي حل: غناء والحان عبادي الجوهر
- من سنين: غناء والحان عبادي الجوهر
- ما يكفيك: ألحان طلال باغر ، غناء عبادي الجوهر
- التقاسيم: ألحان طلال باغر ، غناء عبادي الجوهر

سميرة سعيد
- يا ابن الحلال: ألحان عبد الرب إدريس
محمد عبده
- سلّم عليّه : ألحان محمد شفيق
- حظيظ: ألحان صالح الشهري
- أحب صنعاء : ألحان صالح الشهري

عبدالمجيد عبدالله
- دندنة : ألحان صالح الشهري
- المولّع : ألحان صالح الشهري

سمية بعلبكي
- بعض المحبة: الحان عبد الرحمن باحمدين

## عائلته
له من الأبناء: سيف، شهد، شيماء، عبد العزيز و غاليه.